# Скобельцын, Пётр Никифорович
Пётр Никифорович Скобельцын (1702—1762) — геодезист, участник Второй Камчатской экспедиции под руководством Витуса Беринга.

## Биография
Происходил из старинного дворянского рода. В январе 1715 года тринадцати лет отроду был принят в Московскую математико-навигацкую школу. В челобитной о нём писали: «От роду ему тринадцать лет, а отец служил в Семёновском полку в солдатах и умре. Дворов за ним и за отцом ничего нет, а он живёт в Семёновском дворе, а кормовых денег дается ему из Преображенского приказа по восьми рублев с полтиною в год». Через полгода и этот «сиротский оклад» Преображенский приказ прекратил выдавать. Скобельцын просил «кормовое жалованье по науке определить, чтоб, бывши в той науке, голодной смертью не умереть».
В конце 1718 г., овладев основными предметами, перевёлся в геодезический класс Морской академии Санкт-Петербурга. В 1723 г. получил чин геодезиста, после чего был вместе с его товарищами В. Д. Шатиловым, Д. Баскаковым, И. Свистуновым спустя год отправлен для картографирования Сибири и сбора сведений по Предбайкалью, Забайкалью и другим сибирским провинциям.
Начиная с 1734 года, участвовал вместе с другими геодезистами во Второй Камчатской экспедиции Витуса Беринга. Целью Скобельцына была изучение малоизвестных тогда бассейнов Амура, Уды, Тугура, Шилки, Горбицы, что было важно для разграничения России и Китая. По Нерчинскому договору 1689 г. граница России и Китая в Приамурье шла по левому притоку Шилки, реке Горбице. Вдоль российско-китайской границы были размещены пограничные караулы и установлены маяки. Команда под руководством П. Н. Скобельцына определила координаты 63-х пограничных маяков. Другим заданием Скобельцына, полученным от В. Беринга, был поиск более короткого пути, чем традиционный якутский, для доставки грузов Камчатской экспедиции. Новый путь от Верхнеудинска к Охотску должен был связать юг Сибири и Тихий океан.
Отряд Скобелицына был назван Верхнеудинско-Охотской экспедицией. Он совершил два похода. В 1735—1736 годах от Нерчинска по Шилке до р. Горбицы, далее по притокам верхнего Амура, затем по рекам Нюкже и Олёкме на р. Лену и до Якутска. Второй раз в 1737 году Нерчинская экспедиция снова попыталась пройти по рекам Гилюю и Зее. Однако этот маршрут не удалось продлить до Тихого Океана из-за трудностей передвижения в непроходимой тайге и необходимости совершать все передвижения в тайне от китайцев.
В 1740-х годах Скобельцын составил карты Иркутской губернии и оз. Байкал. В 1745 году эти карты вместе с другими стали основой при составлении Академией наук «Атласа Российского». Тогда же Скобельцын принял участие в плавании от Камчатки до Японии на пакетботе «Святой Иоанн» под руководством М. П. Шпанберга. Экспедиция Шпанберга обследовала Курильские острова и восточное побережье Сахалина.
Скобельцын и его отряд собрали ценные этнографические и картографические материалы, не потерявшие значение до сегодняшнего дня.

## Семья
Женат на княжне Ксении Никитичне Ухтомской (1726—1795), вторым браком замужем за Петром Андреевичем Ушаковым.